# Воронинці (Золотоніський район)
Воронинці — село в Україні, у Золотоніському районі Черкаської області. Входить до складу Іркліївської сільської громади. У селі мешкає 450 людей.

## Історія
Перша документальна згадка про Воронинці датується 1691 роком.
За Гетьманщини село Воронинці входило як до складу Іркліївської сотні Переяславського полку, так і з 1757 року, у відновленій Канівецькій сотні того ж полку.
У 1779 році в селі була церква Усікновення голови Іоанна Хрестителя.
Зі скасуванням полкового устрою на Лівобережній Україні, Воронинці у 1781 році увійшли до Городиського повіту Київського намісництва.
За описом Київського намісництва 1781 року у Воронинцях було 82 хат. За описом 1787 року в селі проживало 248 душ. Було у володінні різного звання «казених людей», козаків і власників: таємного радника Неплюєва і сотнички Пелагеї Кулинської.
Село є на мапі 1816 року як Вороніци
У ХІХ ст. Воронинці були у складі Золотоніського повіту Полтавської губернії. З веденням волостного устрою, увійшли до Мельниківської волості.

## Відомі люди
В селі народилися:
- Тупицький Юрій Петрович (1935—2019) — режисер, член Національної спілки письменників України.
- Бабак Микола Пантелеймонович (* 1954) — Народний художник України, Лауреат Національної премії України ім. Т.Шевченка.